# Tim Ehlert
Tim Ehlert (* 1978 in Stralsund) ist ein deutscher Schauspieler.

## Leben
Ehlert absolvierte zunächst eine Ausbildung zum Klempner mit Schweißerpass. Von 2000 bis 2004 studierte er Schauspiel an der Hochschule für Musik und Theater „Felix Mendelssohn Bartholdy“ in Leipzig.
Sein erstes Theaterengagement hatte er 2004 am Schauspiel Leipzig; dort spielte er den Mike in dem Theaterstück Vineta (Oderwassersucht) von Fritz Kater. Weitere Bühnenauftritte folgten am Theaterhaus Jena (2006; als Mackie Messer in Brecht/Weills Die Dreigroschenoper), am Theater Bremen (2008; als Demetrius in Titus Andronicus) und am Staatsschauspiel Hannover (2008). Als Gast war er am Ernst Deutsch Theater in Hamburg engagiert. Dort spielte er, jeweils unter der Regie von Tina Engel, 2007 die Rolle des Konstantin „Kostja“ Gavrilovič Treplev in Die Möwe und 2009 den Ruprecht in Der zerbrochne Krug.
Mehrfach trat er am Volkstheater Rostock auf. Er spielte dort in der Spielzeit 2010/11 die Titelrolle in Amphitryon von Molière, in der Spielzeit 2011/12 den Romeo in Romeo und Julia und 2013 den Seymour in dem Musical Der kleine Horrorladen.
2015 war er am Ohnsorg-Theater in Hamburg engagiert, wo er den Bauer Richard in der Komödie Landeier – Buer söcht Fro spielte. Ab März 2016 spielte er am Ohnsorg-Theater auf Plattdeutsch in dem Stück Soul Kitchen (nach der Filmkomödie Soul Kitchen von Fatih Akin & Adam Bousdoukos).
Ehlert übernahm seit 2004/2005 auch mehrere Fernsehrollen. In der historischen Fernsehserie Geschichte Mitteldeutschlands des Mitteldeutschen Rundfunks (MDR) spielte er den jungen Otto von Bismarck. Im Polizeiruf 110: Schneewittchen (2006) hatte er eine Nebenrolle; er war der WG-Mitbewohner Markus Kortes. Anschließend übernahm er einige Nebenrollen in Fernsehfilmen.
Ehlert spielte außerdem in einigen Fernsehserien mit, u. a. in SOKO Leipzig (2008; als pöbelnder Neo-Nazi Sven), Herzflimmern – Liebe zum Leben (2011; als Mountain-Biker Leif, an der Seite von Yvonne Burbach), Küstenwache (2013), SOKO Wismar (2014; als Werkstattinhaber und Familienvater Björn Koschinski), SOKO Stuttgart (2016; als Henning Merkle, Ehemann des Opfers) und Notruf Hafenkante (2016; als tatverdächtiger, ehemaliger WG-Mitbewohner Ralf Preetz). In der Auftaktfolge der 4. Staffel der ARD-Fernsehserie In aller Freundschaft – Die jungen Ärzte (2018) war er ebenfalls in einer Episodenhauptrolle zu sehen, als Patient Raik Hoffmann, der nach einem Sturz vom Hochspannungsmast notoperiert wird. In dem ZDF-„Herzkino“-Film Fast perfekt verliebt (2019), der im Mai 2019 erstausgestrahlt wurde, hatte er als Ex-Mann und Geschäftspartner der weiblichen Hauptfigur, der Ingenieurin Isabel (Katharina Schüttler), eine der handlungstragenden Hauptrollen. In der 2. Staffel der ZDF-Krimiserie SOKO Hamburg (2019) übernahm er eine Episodenrolle als tatverdächtiger Erster Offizier Finn Winter.
Ehlert lebt in Rostock und Hamburg. Wenn Ehlert nicht schauspielert, verkauft er Fischbrötchen mit einer umgebauten Fahrradrikscha am Wiecker Hafen.

## Filmografie (Auswahl)
- 2005: Geschichte Mitteldeutschlands: Otto von Bismarck – Der Junker aus der Altmark (Fernsehdokumentation; Serie)
- 2006: Polizeiruf 110: Schneewittchen (Fernsehreihe)
- 2006: Die Hochzeit meiner Töchter (Fernsehfilm)
- 2008: SOKO Leipzig (Fernsehserie, Folge: Dienst nach Vorschrift)
- 2009: Familie Sonnenfeld: Abschied von Oma (Fernsehreihe)
- 2009: Inga Lindström: Das Herz meines Vaters (Fernsehreihe)
- 2010: Inga Lindström: Millionäre küsst man nicht (Fernsehreihe)
- 2011: Herzflimmern – Liebe zum Leben (Fernsehserie)
- 2013: Küstenwache (Fernsehserie; Folge: Geschäfte mit dem Tod)
- 2014: SOKO Wismar (Fernsehserie; Folge: Der Pate)
- 2016: SOKO Stuttgart (Fernsehserie; Folge: Mädelsabend)
- 2016: Notruf Hafenkante (Fernsehserie; Folge: Vorsicht Vergangenheit)
- 2018: In aller Freundschaft – Die jungen Ärzte (Fernsehserie; Folge: Ausweichmanöver)
- 2018: Großstadtrevier (Fernsehserie; Folge: Eine Frage der Gerechtigkeit)
- 2019: Fast perfekt verliebt (Fernsehfilm)
- 2019: SOKO Hamburg (Fernsehserie; Folge: Mann über Bord)
- 2020: SOKO Leipzig (Fernsehserie; Folge: Dr. Anwar)
- 2022: Mittagsstunde
- 2022: Freunde sind mehr – Zur Feier des Tages (Fernsehreihe)
- 2024: Nord bei Nordwest – Der doppelte Lothar
- 2024: Ostsee für Sturköppe (Fernsehfilm)